# Nisei
Nisei (二世) és com s'anomenen en japonès, a diversos països d'Amèrica, els fills dels immigrants japonesos nascuts al país d'acollida. Els immigrants nascuts al Japó es diuen issei, mentre que els nisei són la segona generació (fills de japonesos), i encara els sansei la tercera (nets de japonesos). Ichi, ni, san és com es diu "un, dos, tres" en japonès.
El conjunt de la comunitat immigrada d'origen japonès es coneix pel terme nikkeijin.